# Jamie McShane
Jamie McShane, född 22 juli 1966 i Saddle River, New Jersey, är en amerikansk skådespelare.
McShane har bland annat medverkat i TV-serierna Wednesday och The Lincoln Lawyer från 2022. Han har även medverkat i filmen Argo från 2012.

## Filmografi (i urval)
- 2005 – Today You Die
- 2008–2010 – Sons of Anarchy (TV-serie)
- 2012 – Argo
- 2015–2017 – Bloodline (TV-serie)
- 2021 – CSI: Vegas (TV-serie)
- 2022 – Wednesday (TV-serie)
- 2022 – The Lincoln Lawyer (TV-serie)